# Tramwaje w Oranjestad
Tramwaje w Oranjestad – system komunikacji tramwajowej w stolicy Aruby Oranjestad, obejmujący jedną jednotorową linię o długości 2,7 km i posiadającą 9 przystanków, którą obsługują 4 pojazdy hybrydowe o napędzie bateryjnym elektryczno-wodorowym bazujące na pudle amerykańskich wagonów PCC.